# Kanton Montlouis-sur-Loire
Kanton Montlouis-sur-Loire (francouzsky Canton de Montlouis-sur-Loire) je francouzský kanton v departementu Indre-et-Loire v regionu Centre-Val de Loire. Tvoří ho čtyři obce.

## Obce kantonu
- Larçay
- Montlouis-sur-Loire
- Véretz
- La Ville-aux-Dames